# Надбишець
Надбишець (словен. Nadbišec) — поселення в общині Ленарт, Подравський регіон‎, Словенія.